# John Terry (fodboldspiller)
 Der er flere personer med dette navn, se John Terry.
John George Terry (født 7. december 1980 i Barking, England) er en engelsk fodboldtræner og tidligere professionel fodboldspiller. Fra 2006 til 2010 og igen fra marts 2011 til februar 2012 var han anfører for det engelske landshold. Han har spillet hele sin seniorkarriere i hovedstadsklubben Chelsea F.C. med undtagelse af et etårigt lejeophold i Nottingham Forest i år 2000.
John Terry er en stærk, stædig og fysisk forsvarsspiller, og han er en fremtrædende leder. Han er dygtig i hovedstødsspillet og kendt for sine aggressive tacklinger, sin positionering og sit blik for spillet, og han bliver betragtet som en af de bedste centrale forsvarsspillere i sin generation. Terry er kåret som UEFA Club Defender of the Year i 2005, 2008 og i 2009,årets spiller i Premier League 2005, og var inkluderet i FIFPro World XI i fem sæsoner i træk fra 2005-2009. Han var også på All-Star holdet til VM 2006, som den eneste englænder på holdet. 